# Пескі (Поморське воєводство)
Пескі (пол. Pieski, нім. Jägerhof) — село в Польщі, у гміні Цевиці Лемборського повіту Поморського воєводства.
Населення — 343 особи (2011).
У 1975-1998 роках село належало до Слупського воєводства.

## Демографія
Демографічна структура станом на 31 березня 2011 року:
|          | Загалом | Допрацездатний вік | Працездатний вік | Постпрацездатний вік |
| -------- | ------- | ------------------ | ---------------- | -------------------- |
| Чоловіки | 175     | 52                 | 109              | 14                   |
| Жінки    | 168     | 43                 | 102              | 23                   |
| Разом    | 343     | 95                 | 211              | 37                   |